# Istocheta graciliseta
Istocheta graciliseta är en tvåvingeart som beskrevs av Zhao och Zhou 1993. Istocheta graciliseta ingår i släktet Istocheta och familjen parasitflugor.
Artens utbredningsområde är Yunnan (Kina). Inga underarter finns listade i Catalogue of Life.